# Championnat d'Europe féminin de water-polo 2022
Cet article traite de l'épreuve féminine. Pour la compétition masculine, voir Championnat d'Europe masculin de water-polo 2022.
Navigation
Budapest 2020 Eindhoven 2024

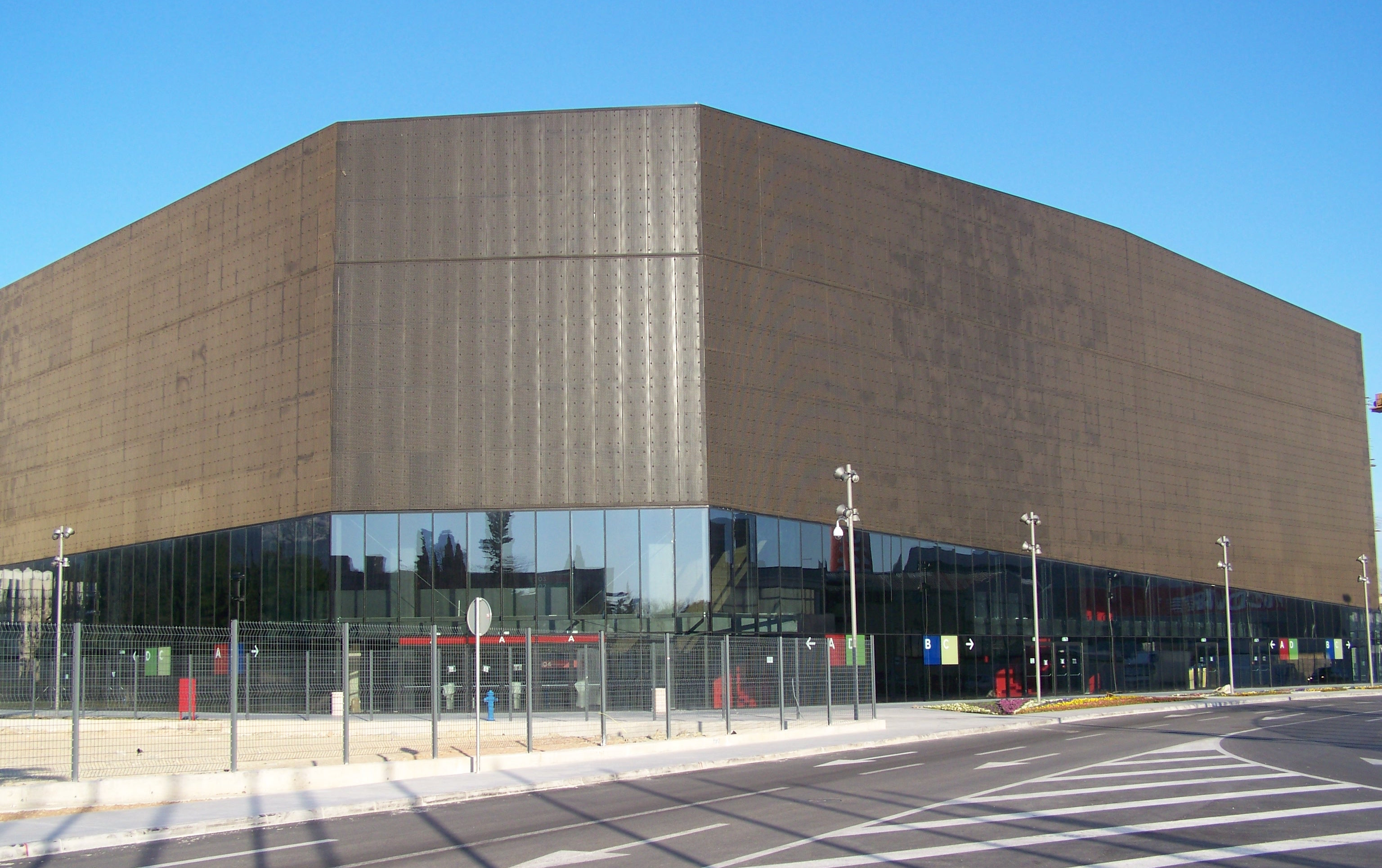
Le Spaladium Arena où s'est déroulée la compétition.

Le Championnat d'Europe féminin de water-polo 2022 est la dix-neuvième édition du championnat d'Europe féminin, compétition organisée par la Ligue européenne de natation (LEN) et rassemblant les meilleures équipes féminines européennes. Il se déroule à la Spaladium Arena de Split, en Croatie, du 27 août au 10 septembre 2022.

## Acteurs du tournoi

### Équipes qualifiées
| Compétition               | Date               | Lieu      | Places | Qualifiés                              |
| ------------------------- | ------------------ | --------- | ------ | -------------------------------------- |
| Pays organisateur         | 28 août 2020       | -         | 1      | Croatie                                |
| Championnat d'Europe 2020 | 14-16 janvier 2020 | Budapest  | 5      | Espagne Russie Hongrie Pays-Bas Italie |
| Qualifications            | 17-20 février 2022 | Bucarest  | 2      | Allemagne Roumanie                     |
| Qualifications            | 17-20 février 2022 | Zrenjanin | 2      | Grèce Serbie                           |
| Qualifications            | 17-20 février 2022 | Gżira     | 2      | Israël France                          |
| Wild Card                 | 20 février 2022    |           | 1      | Slovaquie                              |
| Total                     |                    |           | 12     |                                        |

### Tirage au sort
Le tirage au sort de la phase finale de l'Euro 2022 a lieu le 23 avril 2022 à Budapest.
| Pot 1   | Pot 2    | Pot 3  | Pot 4     | Pot 5    |
| ------- | -------- | ------ | --------- | -------- |
| Espagne | Hongrie  | Italie | Allemagne | Roumanie |
|         | Pays-Bas |        | Grèce     | Serbie   |
|         |          |        | Israël    | France   |
|         |          |        | Slovaquie |          |
|         |          |        | Croatie   |          |

## Premier tour

### Groupe A
| Rang | Équipe    | Pts | J | G | N | P | Bp  | Bc  | Diff |
| ---- | --------- | --- | - | - | - | - | --- | --- | ---- |
| 1    | Pays-Bas  | 15  | 5 | 5 | 0 | 0 | 105 | 21  | +84  |
| 2    | Grèce     | 12  | 5 | 4 | 0 | 1 | 78  | 31  | +47  |
| 3    | Hongrie   | 9   | 5 | 3 | 0 | 2 | 82  | 32  | +50  |
| 4    | Croatie   | 6   | 5 | 2 | 0 | 3 | 46  | 82  | -36  |
| 5    | Allemagne | 3   | 5 | 1 | 0 | 4 | 33  | 93  | -60  |
| 6    | Roumanie  | 0   | 5 | 0 | 0 | 5 | 19  | 104 | -85  |

### Groupe B
| Rang | Équipe    | Pts | J  | G | N | P | Bp  | Bc  | Diff |
| ---- | --------- | --- | -- | - | - | - | --- | --- | ---- |
| 1    | Italie    | 5   | 15 | 5 | 0 | 0 | 98  | 28  | +70  |
| 2    | Espagne   | 5   | 12 | 4 | 0 | 1 | 103 | 25  | +78  |
| 3    | Israël    | 5   | 9  | 3 | 0 | 2 | 49  | 56  | -7   |
| 4    | France    | 5   | 6  | 2 | 0 | 3 | 60  | 62  | -2   |
| 5    | Serbie    | 5   | 3  | 1 | 0 | 4 | 37  | 91  | -54  |
| 6    | Slovaquie | 5   | 0  | 0 | 0 | 5 | 22  | 107 | -85  |

## Phase finale
|  | Quarts de finale | Quarts de finale |             |             | Demi-finales           | Demi-finales           |   |  | Finale      | Finale      |
|  | Quarts de finale | Quarts de finale |             |             | Demi-finales           | Demi-finales           |   |  | Finale      | Finale      |
|  |                  |                  |             |             |                        |                        |   |  |             |             |
|  | 5 septembre      | 5 septembre      |             |             | 7 septembre            | 7 septembre            |   |  | 9 septembre | 9 septembre |
|  | 5 septembre      | 5 septembre      |             |             | 7 septembre            | 7 septembre            |   |  | 9 septembre | 9 septembre |
|  | [A1] Pays-Bas    | 22               |             |             | 7 septembre            | 7 septembre            |   |  | 9 septembre | 9 septembre |
|  | [A1] Pays-Bas    | 22               |             |             | 7 septembre            | 7 septembre            |   |  | 9 septembre | 9 septembre |
|  | [B4] France      | 3                |             |             | 7 septembre            | 7 septembre            |   |  | 9 septembre | 9 septembre |
|  | [B4] France      | 3                | Pays-Bas    | 7           |                        |                        |   |  | 9 septembre | 9 septembre |
|  | 5 septembre      |                  | Pays-Bas    | 7           |                        |                        |   |  | 9 septembre | 9 septembre |
|  |                  | Espagne          | 10          |             |                        |                        |   |  | 9 septembre | 9 septembre |
|  | [A3] Hongrie     | Espagne          | 10          | 11          |                        |                        |   |  | 9 septembre | 9 septembre |
|  | [A3] Hongrie     |                  |             | 11          |                        |                        |   |  | 9 septembre | 9 septembre |
|  | [B2] Espagne     | 15               |             |             |                        |                        |   |  | 9 septembre | 9 septembre |
|  | [B2] Espagne     | 15               | Espagne     | 9           |                        |                        |   |  |             |             |
|  | 5 septembre      |                  | Espagne     | 9           |                        |                        |   |  |             |             |
|  |                  | Grèce            | 6           |             |                        |                        |   |  |             |             |
|  | [A2] Grèce       | Grèce            | 6           | 14          |                        |                        |   |  |             |             |
|  | [A2] Grèce       | 7 septembre      |             | 14          |                        |                        |   |  |             |             |
|  | [B3] Israël      | 4                |             |             |                        |                        |   |  |             |             |
|  | [B3] Israël      | 4                | Grèce       | 12          |                        |                        |   |  |             |             |
|  | 5 septembre      | 5 septembre      | Grèce       | 12          | Match pour la 3e place | Match pour la 3e place |   |  |             |             |
|  | 5 septembre      | 5 septembre      |             | Italie      | Match pour la 3e place | Match pour la 3e place | 9 |  |             |             |
|  | [A4] Croatie     | 8                | 9 septembre | 9 septembre |                        |                        | 9 |  |             |             |
|  | [A4] Croatie     | 8                | 9 septembre | 9 septembre |                        |                        |   |  |             |             |
|  | [B1] Italie      | 16               |             | Pays-Bas    | 13                     |                        |   |  |             |             |
|  | [B1] Italie      | 16               |             | Pays-Bas    | 13                     |                        |   |  |             |             |
|  |                  |                  |             |             |                        |                        |   |  | Italie      | 16          |
|  |                  |                  |             |             |                        |                        |   |  | Italie      | 16          |

## Statistiques et récompenses

### Classement
| Rang | Équipe    |
| ---- | --------- |
| 1    | Espagne   |
| 2    | Grèce     |
| 3    | Italie    |
| 4    | Pays-Bas  |
| 5    | Hongrie   |
| 6    | Israël    |
| 7    | France    |
| 8    | Croatie   |
| 9    | Serbie    |
| 10   | Allemagne |
| 11   | Roumanie  |
| 12   | Slovaquie |